# Furcraea andina
Furcraea andina är en sparrisväxtart som beskrevs av William Trelease. Furcraea andina ingår i släktet Furcraea och familjen sparrisväxter. Inga underarter finns listade i Catalogue of Life.

## Bildgalleri

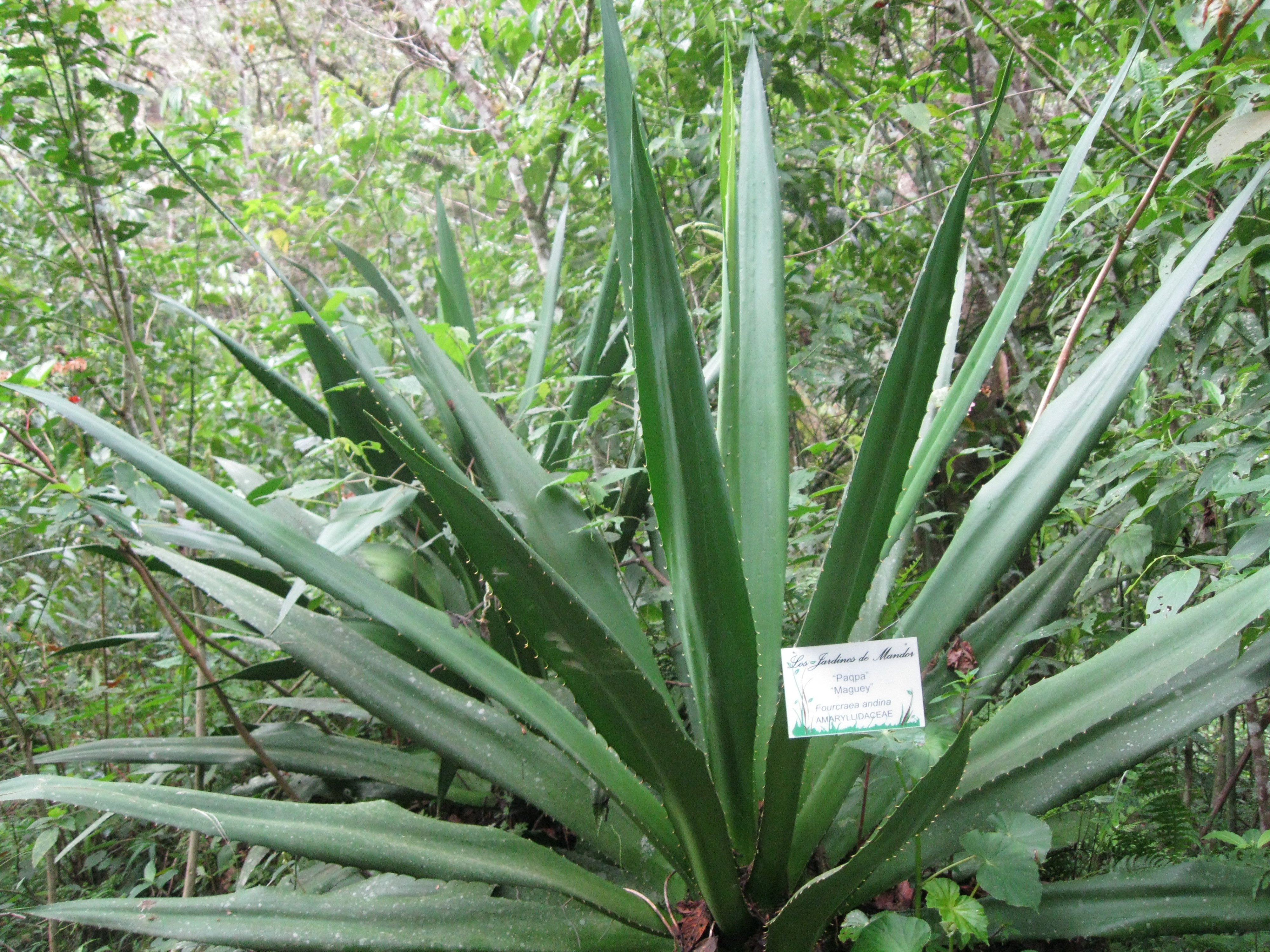
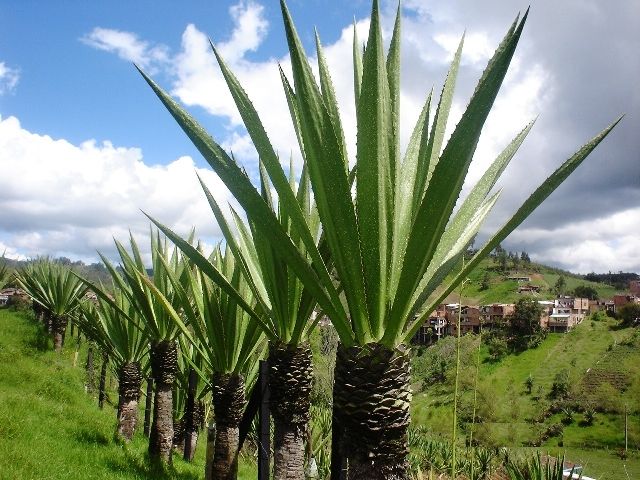
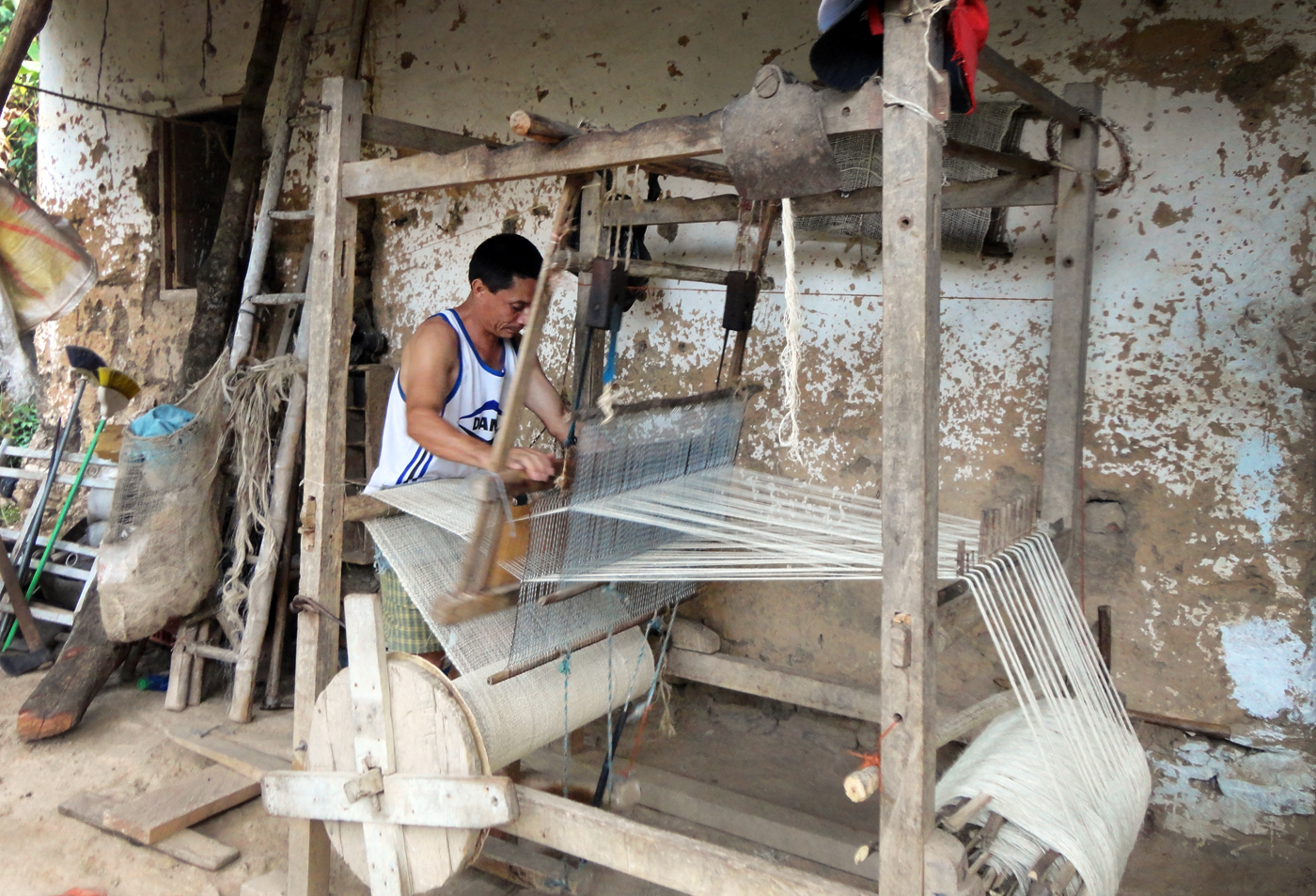